# 凱撒克里克鎮區 (印地安納州迪爾伯恩縣)
凱撒克里克（英語：Caesar Creek）是位於美國印地安納州迪爾伯恩縣的一個行政鎮區。

## 地方資料
根據2010年美國人口普查的數據，凱撒克里克的面積為30.90平方千米，當中陸地面積為30.90平方千米，而水域面積為0.00平方千米。當地共有人口238人，而人口密度為每平方千米7.7人。